# Turf Moor
Turf Moor – stadion piłkarski, położony w mieście Burnley, Wielka Brytania. 
Oddany został do użytku w 1883 roku. Od tego czasu swoje mecze na tym obiekcie rozgrywa zespół Burnley F.C. Jego pojemność wynosi 21 401 miejsc. Rekordową frekwencję, wynoszącą 54 775 osób, odnotowano w 1924 roku podczas meczu ligowego pomiędzy Burnley F.C. a Huddersfield Town F.C.